# Gilbert Desmet
Pour l’article homonyme, voir Gilbert De Smet.
Gilbert Desmet, né le 3 février 1931 à Roulers (Flandre-Occidentale) et mort le 30 juin 2024 à Rumbeke (Flandre-Occidentale), est un coureur cycliste belge.

## Biographie
Gilbert Desmet devient professionnel en 1952 et le reste jusqu'en 1967. Il remporte 100 victoires. Pendant sa carrière professionnelle dans la période 1960-1967, un autre coureur belge ayant presque le même nom, Gilbert De Smet, se trouve également dans les pelotons. Il n'est pas rare de voir le premier affublé d'un numéro : Gilbert Desmet 1.
Il porte deux fois le maillot jaune : deux jours durant la troisième et quatrième étape dans le Tour de France 1956 et 10 jours de l'étape 6b à l'étape 15 dans le Tour 1963.

## Palmarès
- 1950
  - 6e du championnat du monde sur route amateurs
- 1951
  - Circuit des régions frontalières
  - 2e de la Course des chats
  - 2e du Tour de Belgique indépendants
  - 3e de Gand-Staden
- 1952
  - Circuit du Port de Dunkerque
  - 3e du Grand Prix Beeckman-De Caluwé
  - 3e du Grand Prix Marcel Kint
- 1953
  - 2e de Paris-Tourcoing
- 1954
  - Grand Prix de la ville de Zottegem
  - Anvers-Herselt
  - 2e du Tour d'Hesbaye
- 1955
  - 2e du Circuit du Houtland-Torhout
  - 2e de la Gullegem Koerse
- 1956
  - Circuit de Flandre orientale
  - Trophée des trois pays :
    - Classement général
    - 1re étape

  - 2e des Quatre Jours de Dunkerque
  - 2e du Circuit des cinq collines
  - 3e du Circuit des régions flamandes
- 1957
  - Circuit des régions frontalières
  - Trois villes sœurs
  - Circuit du Houtland
  - 2e des Trois Jours d'Anvers
  - 2e de la Ruddervoorde Koerse
- 1958
  - Kuurne-Bruxelles-Kuurne
  - 7e étape du Tour d'Espagne
  - Circuit du Houtland
  - Paris-Tours
  - 2e de la Nokere Koerse
  - 2e de la Gullegem Koerse
  - 3e du Grand Prix de Lugano
  - 10e de Milan-San Remo
- 1959
  - Circuit des cinq collines
  - Grand Prix Raf Jonckheere
  - Grand Prix Marcel Kint
  - 2e de Paris-Roubaix 
  - 2e du Challenge Laurens
  - 3e du Tour du Levant
  - 3e du Tour des Flandres
  - 5e de la Flèche wallonne 
  - 9e de Liège-Bastogne-Liège
- 1960
  - 3e étape de Paris-Nice
  - Menton-Gênes-Rome :
    - Classement général
    - 1re étape

  - Nokere Koerse
  - Championnat des Flandres
  - 2e du Circuit du Houtland-Torhout
  - 2e du Grand Prix de Lugano
  - 4e du Tour des Flandres
  - 7e de Paris-Roubaix
- 1961
  - 1re étape du Tour de Sardaigne
  - Grand Prix de Prato
  - Milan-Vignola
  - 2e de Paris-Bruxelles
  - 2e du Grand Prix des Nations
  - 2e de Paris-Tours
  - 3e du Trophée Matteotti
  - 4e du Super Prestige Pernod
  - 10e de Paris-Roubaix
- 1962
  - Flèche côtière
  - Circuit des Trois Provinces (Avelgem)
  - 5e étape du Tour de Suisse
  - 4e du Tour de Suisse
  - 4e du Tour de France
- 1963
  - 3e et 4e étapes des Quatre Jours de Dunkerque
  - 3e du Grand Prix de la Banque
  - 7e du Grand Prix des Nations
  - 9e de Milan-San Remo
- 1964
  - Flèche wallonne
  - Classement général des Quatre Jours de Dunkerque
  - 2e étape du Tour de Luxembourg
  - 3e du Tour de Belgique
  - 6e du Super Prestige Pernod
  - 8e du Tour de France
  - 9e du Tour des Flandres
  - 9e de Paris-Roubaix
- 1965
  - 2eb étape du Critérium du Dauphiné libéré
  - Circuit du Houtland
  - 2e du Tour de Belgique
  - 3e du Grand Prix Marcel Kint
  - 8e de Liège-Bastogne-Liège
  - 9e de la Flèche wallonne
- 1966
  - Prologue du Tour de Romandie (contre-la-montre par équipes)
  - Grand Prix d'Orchies
  - 3e du Circuit du Houtland
- 1967
  - 8e de Paris-Nice

## Résultats sur les grands tours

### Tour de France
6 participations :
- 1956 : 21e ,  maillot jaune pendant 1 jour
- 1958 : abandon (20e étape)
- 1962 : 4e
- 1963 : abandon (17e étape),  maillot jaune pendant 10 jours
- 1964 : 8e
- 1965 : 16e

### Tour d'Espagne
2 participations :
- 1958 : 12e, vainqueur de la 7e étape
- 1967 : abandon (5e étape)

### Tour d'Italie
2 participations :
- 1960 : abandon (5e étape)
- 1961 : abandon (15e étape)